# 전북특별자치도의 유형문화재 (제1호 ~ 제100호)
전북특별자치도의 유형문화재는 지방유형문화재 중에서 전북특별자치도에 있는 문화재를 의미한다.

## 지정 목록

### 제1호 ~ 제100호
| 번호  | 사진 | 명칭                                                                      | 소재지                                 | 관리자 (단체)        | 지정일                                                                | 참조 |
| 1호   |      | 전주객사 (全州客舍)                                                       | 전북 전주시 완산구 중앙동 3가 1        | 전주시               | 1971년 12월 2일 지정, 1975년 3월 31일 해제, 보물 제583호로 승격       |      |
| 2호   |      | 경기전 (慶基殿)                                                           | 전북 전주시 완산구 풍남동 3가 102번지  | 전주시               | 1971년 12월 2일 지정, 2008년 12월 1일 해제, 보물 제1578호로 승격      |      |
| 3호   |      | 송광사십자각 (松廣寺十字閣)                                               | 전북 완주군 소양면 대흥리 569          | 송광사               | 1971년 12월 2일 지정, 1996년 5월 29일 해제, 보물 제1244호로 승격      |      |
| 4호   |      | 송광사일주문 (松廣寺一株門)                                               | 전북 완주군 소양면 대흥리 564-1        | 송광사               | 1971년 12월 2일 지정                                                  |      |
| 5호   |      | 송광사사적비 (松廣寺史蹟碑)                                               | 전북 완주군 소양면 대흥리 566-3        | 송광사               | 1971년 12월 2일 지정                                                  |      |
| 6호   |      | 금산사대장전 (金山寺大藏殿)                                               | 전북 김제시 금산면 금산리 39 금산사    | 금산사               | 1971년 12월 2일 지정, 1985년 1월 8일 해제, 보물 제827호로 승격        |      |
| 7호   |      | 전주향교대성전 (全州鄕校大成殿)                                           | 전북 전주시 완산구 교동 26-3번지       | 전주향교전교         | 1971년 12월 2일 지정                                                  |      |
| 8호   |      | 남원향교대성전 (南原鄕校大成殿)                                           | 전북 남원시 향교동 512                 | 남원향교             | 1971년 12월 2일 지정                                                  |      |
| 9호   |      | 김제향교대성전 (金堤鄕校大成殿)                                           | 전북 김제시 교동 39                    | 김제향교             | 1971년 12월 2일 지정                                                  |      |
| 10호  |      | 운산리삼층석탑 (雲山里三層石塔)                                           | 전북 진안군 상전면 운산리 1392,1394    | 진안군               | 1971년 12월 2일 지정                                                  |      |
| 11호  |      | 용담사칠층석탑 (龍潭寺七層石塔)                                           | 전북 남원시 주천면 용담리 292-1        | 용담사               | 1971년 12월 2일 지정                                                  |      |
| 12호  |      | 태봉사삼존석불 (胎峰寺三尊石佛)                                           | 전북 익산시 삼기면 연동리 496          | 태봉사               | 1971년 12월 2일 지정                                                  |      |
| 13호  |      | 장문리오층석탑 (長文里五層石塔)                                           | 전북 정읍시 고부면 장문리 산12-1       | 정읍시               | 1971년 12월 2일 지정                                                  |      |
| 14호  |      | 선운사석씨원류 (禪雲寺 釋氏源流)                                          | 전북 고창군 아산면 삼인리 500          | 선운사               | 1971년 12월 2일 지정                                                  |      |
| 15호  |      | 한벽당 (寒碧堂)                                                           | 전북 전주시 완산구 교동 1가 15번지     | 전주최씨종친         | 1971년 12월 2일 지정                                                  |      |
| 16호  |      | 조경묘 (肇慶廟)                                                           | 전북 전주시 풍남동 3가 102번지         | 전주시               | 1973년 6월 23일 지정                                                  |      |
| 17호  |      | 천황사대웅전 (天皇寺大雄殿)                                               | 전북 진안군 정천면 갈룡리 1428         | 천황사               | 1973년 6월 23일 지정                                                  |      |
| 18호  |      | 금당사목불좌상 (金塘寺木佛坐像)                                           | 전북 진안군 마령면 동촌리 41           | 금당사               | 1973년 6월 23일 지정                                                  |      |
| 19호  |      | 무주한풍루 (茂朱寒風樓)                                                   | 전북 무주군 무주읍 당산리 1193-2       | 무주군               | 1973년 6월 23일 지정                                                  |      |
| 20호  |      | 안국사괘불 (安國寺掛佛)                                                   | 전북 무주군 적상면 괴목리              | 안국사               | 1973년 6월 23일 지정, 1997년 8월 8일 해제, 보물 제1267호로 승격       |      |
| 21호  |      | 장수양악탑 (長水陽岳塔)                                                   | 전북 장수군 계북면 양악리 107          | 장수군               | 1973년 6월 23일 지정                                                  |      |
| 22호  |      | 남원관왕묘 (南原關王廟)                                                   | 전북 남원시 왕정동 51                  | 관왕묘               | 1973년 6월 23일 지정                                                  |      |
| 23호  |      | 대복사철불좌상 (大福寺鐵佛坐像)                                           | 전북 남원시 왕정동 283                 | 대복사               | 1973년 6월 23일 지정                                                  |      |
| 24호  |      | 대복사동종 (大福寺銅鐘)                                                   | 전북 남원시 왕정동 283                 | 대복사               | 1973년 6월 23일 지정                                                  |      |
| 25호  |      | 선원사동종 (禪院寺銅鐘)                                                   | 전북 남원시 도통동 392                 | 선원사               | 1973년 6월 23일 지정                                                  |      |
| 26호  |      | 순화리삼층석탑 (淳化里三層石塔)                                           | 전북 순창군 순창읍 순화리 514-2        | 순창여중             | 1973년 6월 23일 지정                                                  |      |
| 27호  |      | 순창삼인대 (淳昌三印臺)                                                   | 전북 순창군 팔덕면 청계리 산271        | 순창군               | 1973년 6월 23일 지정                                                  |      |
| 28호  |      | 선운사영산전목조삼존불상 (禪雲寺靈山殿木造三尊佛像)                       | 전북 고창군 아산면 삼인리 500          | 선운사               | 1973년 6월 23일 지정                                                  |      |
| 29호  |      | 선운사육층석탑 (禪雲寺六層石塔)                                           | 전북 고창군 아산면 삼인리 500          | 선운사               | 1973년 6월 23일 지정                                                  |      |
| 30호  |      | 선운사동불암마애불상 (禪雲寺東佛庵磨崖佛像)                               | 전북 고창군 아산면 삼인리 618          | 선운사               | 1973년 6월 23일 지정, 1994년 5월 2일 해제, 보물 제1200호로 승격       |      |
| 31호  |      | 선운사범종 (禪雲寺梵鐘)                                                   | 전북 고창군 아산면 삼인리 500          | 선운사               | 1973년 6월 23일 지정                                                  |      |
| 32호  |      | 선운사중종 (禪雲寺중鐘)                                                   | 전북 고창군 아산면 삼인리 500          | 선운사               | 1973년 6월 23일 지정, 1988년 7월 해제, 전북 유형문화재 136호로 재지정 |      |
| 33호  |      | 선운사약사여래불상 (禪雲寺藥師如來佛像)                                   | 전북 고창군 아산면 삼인리 500          | 선운사               | 1973년 6월 23일 지정                                                  |      |
| 34호  |      | 고창무장객사 (高敞 茂長客舍)                                              | 전북 고창군 무장면 성내리 156          | 고창군               | 1973년 6월 23일 지정                                                  |      |
| 35호  |      | 고창무장동헌 (高敞茂長東軒)                                               | 전북 고창군 무장면 성내리 153          | 고창군               | 1973년 6월 23일 지정                                                  |      |
| 36호  |      | 흥덕당간지주 (興德幢竿支柱)                                               | 전북 고창군 흥덕면 교운리 138-3        | 흥덕향교             | 1973년 6월 23일 지정                                                  |      |
| 37호  |      | 상주사대웅전 (上柱寺大雄殿)                                               | 전북 군산시 서수면 축동리 544          | 상주사               | 1973년 6월 23일 지정                                                  |      |
| 38호  |      | 숭림사보광전 (崇林寺普光殿)                                               | 전북 익산시 웅포면 송천리 5 숭림사     | 숭림사               | 1973년 6월 23일 지정, 1985년 1월 8일 해제, 보물 제825호로 승격        |      |
| 39호  |      | 위봉사보광명전 (威鳳寺普光明殿)                                           | 전북 완주군 소양면 대흥리 위봉사       | 위봉사               | 1973년 6월 23일 지정, 1977년 8월 2일 해제, 보물 제608호로 승격        |      |
| 40호  |      | 화암사동종 (花岩寺銅鐘)                                                   | 전북 완주군 운주면 가천리 1078         | 화암사               | 1974년 9월 27일 지정                                                  |      |
| 41호  |      | 송광사석가여래좌상 (松廣寺釋迦如來坐像)                                   | 전북 완주군 소양면 대흥리 산569        | 송광사               | 1974년 9월 27일 지정, 1997년 8월 8일 해제, 보물 제1274호로 승격       |      |
| 42호  |      | 안국사극락전 (安國寺極樂殿)                                               | 전북 무주군 적상면 괴목리 산184-1      | 안국사               | 1974년 9월 27일 지정                                                  |      |
| 43호  |      | 매월당부도 (梅月堂浮屠)                                                   | 전북 무주군 설천면 삼공리 107          | 무주군               | 1974년 9월 27일 지정                                                  |      |
| 44호  |      | 지당리석불입상 (池塘里石佛立像)                                           | 전북 남원시 주생면 지당리 65           | 남원시               | 1974년 9월 27일 지정                                                  |      |
| 45호  |      | 실상사극락전 (實相寺極樂殿)                                               | 전북 남원시 산내면 입석리 50           | 실상사               | 1974년 9월 27일 지정                                                  |      |
| 46호  |      | 심경암석불좌상 (心鏡庵石佛坐像)                                           | 전북 남원시 신촌동 124-1               | 심경암               | 1974년 9월 27일 지정                                                  |      |
| 47호  |      | 낙동리석조여래입상 (樂洞里石造如來立像)                                   | 전북 남원시 주생면 낙동리 산15-6       | 남원시               | 1974년 9월 27일 지정                                                  |      |
| 48호  |      | 순창객사 (淳昌客舍)                                                       | 전북 순창군 순창읍 순화리 313          | 순창군               | 1974년 9월 27일 지정                                                  |      |
| 49호  |      | 내장사조선동종 (內藏寺朝鮮銅鐘)                                           | 전북 정읍시 내장동 588                 | 내장사               | 1974년 9월 27일 지정                                                  |      |
| 50호  |      | 송우암수명유허비 (宋尤庵受命遺墟痺)                                       | 전북 정읍시 수성동 671-2               | 정읍시               | 1974년 9월 27일 지정                                                  |      |
| 51호  |      | 문수사대웅전 (文殊寺大雄殿)                                               | 전북 고창군 고수면 은사리 산190-1      | 문수사               | 1974년 9월 27일 지정                                                  |      |
| 52호  |      | 문수사문수전 (文殊寺文殊殿)                                               | 전북 고창군 고수면 은사리 산190-1      | 문수사               | 1974년 9월 27일 지정                                                  |      |
| 53호  |      | 선운사만세루 (禪雲寺萬歲樓)                                               | 전북 고창군 아산면 삼인리 500          | 선운사               | 1974년 9월 27일 지정                                                  |      |
| 54호  |      | 공신녹권 (功臣錄券)                                                       | 전북 부안군 하서면 청호리 473          | 고상호               | 1974년 9월 27일 지정, 1982년 11월 9일 해제, 보물 제739호로 승격       |      |
| 55호  |      | 고희영정 (高曦影幀)                                                       | 전북 부안군 하서면 청호리 473          | 고상호               | 1974년 9월 27일 지정, 1982년 11월 9일 해제, 보물 제739호로 승격       |      |
| 56호  |      | 고희유품 (高曦遺品)                                                       | 전북 부안군 하서면 청호리 473          | 고상호               | 1974년 9월 27일 지정, 1982년 11월 9일 해제, 보물 제739호로 승격       |      |
| 57호  |      | 현곡정사 (玄谷精舍)                                                       | 전북 고창군 고창읍 주곡리 333          | 유한상               | 1974년 9월 27일 지정                                                  |      |
| 58호  |      | 수성당 (水城堂)                                                           | 전북 부안군 변산면 격포리 산35-17      | 부안군               | 1974년 9월 27일 지정                                                  |      |
| 59호  |      | 서외리당간지주 (西外里幢竿支柱)                                           | 전북 부안군 부안읍 서외리 287          | 부안군               | 1974년 9월 27일 지정                                                  |      |
| 60호  |      | 김제동헌 (金堤東軒)                                                       | 전북 김제시 교동 7-3                   | 김제시               | 1974년 9월 27일 지정                                                  |      |
| 61호  |      | 김제내아 (金堤內衙)                                                       | 전북 김제시 교동 7-3                   | 김제시               | 1974년 9월 27일 지정                                                  |      |
| 62호  |      | 귀신사석탑 (歸信寺石塔)                                                   | 전북 김제시 금산면 청도6길 40 (청도리) | 귀신사               | 1974년 9월 27일 지정                                                  |      |
| 63호  |      | 귀신사부도 (歸信寺浮屠)                                                   | 전북 김제시 금산면 청도리 205          | 귀신사               | 1974년 9월 27일 지정                                                  |      |
| 64호  |      | 귀신사석수 (歸信寺石獸)                                                   | 전북 김제시 금산면 청도6길 40 (청도리) | 귀신사               | 1974년 9월 27일 지정                                                  |      |
| 65호  |      | 김제전교비 (金堤傳敎碑)                                                   | 전북 김제시 오정동 259                 | 김제시               | 1974년 9월 27일 지정                                                  |      |
| 66호  |      | 탑동삼층석탑 (塔洞三層石塔)                                               | 전북 군산시 대야면 죽산리 66-1         | 군산시               | 1974년 9월 27일 지정                                                  |      |
| 67호  |      | 청동은입인동문향로 (靑銅銀入忍冬文香爐)                                   | 전북 익산시 웅포면 송천리 산5-2        | 숭림사               | 1974년 9월 27일 지정                                                  |      |
| 68호  |      | 화암사극락전 (花巖寺極樂殿)                                               | 전북 완주군 경천면 가천리 1078         | 화암사               | 1974년 9월 27일 지정, 1980년 6월 11일 해제, 보물 제663호로 재지정     |      |
| 69호  |      | 위봉사요사 (威鳳寺寮舍)                                                   | 전북 완주군 소양면 대흥리 21           | 위봉사               | 1976년 4월 2일 지정                                                   |      |
| 70호  |      | 송광사대웅전 (松廣寺大雄殿)                                               | 전북 완주군 소양면 대흥리 569          | 송광사               | 1976년 4월 2일 지정, 1996년 5월 29일 해제, 보물 제1243호로 승격       |      |
| 71호  |      | 대원사용각부도 (大院寺龍刻浮屠)                                           | 전북 완주군 구이면 원기리 산13외1필지  | 대원사               | 1976년 4월 2일 지정                                                   |      |
| 72호  |      | 회사동석탑 (檜寺洞石塔)                                                   | 전북 진안군 상전면 주평리 117          | 진안군               | 1976년 4월 2일 지정                                                   |      |
| 73호  |      | 강정리오층석탑 (江亭里五層石塔)                                           | 전북 진안군 마령면 강정리 2-1          | 전기섭               | 1976년 4월 2일 지정                                                   |      |
| 74호  |      | 금당사괘불탱 (金塘寺掛佛)                                                 | 전북 진안군 마령면 동촌리 41           | 금당사               | 1976년 4월 2일 지정, 1997년 8월 8일 해제, 보물 제1266호로 승격        |      |
| 75호  |      | 태인동헌 (泰仁東軒)                                                       | 전북 정읍시 태인면 태성리 351-9        | 태인초등학교         | 1976년 4월 2일 지정                                                   |      |
| 76호  |      | 선운사참당암대웅전 (禪雲寺懺堂庵大雄殿)                                   | 전북 고창군 아산면 삼인리 500 선운사   | 선운사               | 1976년 4월 3일 지정, 1984년 11월 30일 해제, 보물 제803호로 승격       |      |
| 77호  |      | 흥성동헌 (興城東軒)                                                       | 전북 고창군 흥덕면 흥덕리 428-3        | 고창군               | 1976년 4월 3일 지정                                                   |      |
| 78호  |      | 재궁리석등 (齋宮里石燈)                                                   | 전북 김제시 월촌동 450-2               | 전의이씨문평공파문중 | 1976년 4월 2일 지정                                                   |      |
| 79호  |      | 여래불적도 (如來佛蹟圖)                                                   | 전북 전주시 덕진구 덕진동1가 664-14    | 전북대학교           | 1977년 12월 31일 지정                                                 |      |
| 80호  |      | 전주부지도 (全州府地圖)                                                   | 전북 전주시 덕진구 덕진동1가 664-14    | 전북대학교           | 1977년 12월 31일 지정                                                 |      |
| 81호  |      | 문효공과정경부인영정 (文孝公과貞敬夫人影幀)                               | 전북 무주군 무풍면 현내리 167          | 하천수               | 1977년 12월 31일 지정                                                 |      |
| 82호  |      | 임실용암리사지석조비로자나불상 (任實龍岩里寺地石造毘盧舍那佛像)           | 전북 임실군 신평면 용암리 730-6        | 박춘심               | 1977년 12월 31일 지정                                                 |      |
| 83호  |      | 권선문첩 (勸善文帖)                                                       | 전북 순창군 순창읍 가남리              | 신승재               | 1977년 12월 31일 지정, 1981년 7월 15일 해제, 보물 제728호로 승격      |      |
| 84호  |      | 수만리마애석불 (水滿里磨崖石佛)                                           | 전북 완주군 동상면 수만리 4-3          | 완주군               | 1979년 12월 27일 지정                                                 |      |
| 85호  |      | 적상산성호국사비 (赤裳山城護國寺碑)                                       | 전북 무주군 적상면 괴목리 1602         | 안국사               | 1979년 12월 27일 지정                                                 |      |
| 86호  |      | 오수리석불 (獒樹里石佛)                                                   | 전북 임실군 오수면 오수리 550-1        | 권오성               | 1979년 12월 27일 지정                                                 |      |
| 87호  |      | 학정리석불 (鶴亭里石佛)                                                   | 전북 임실군 삼계면 학정리 285          | 김해식               | 1979년 12월 27일 지정                                                 |      |
| 88호  |      | 실상사위토개량성책 (實相寺位土改量成冊)                                   | 전북 남원시 산내면 입석리 50           | 실상사               | 1979년 12월 27일 지정                                                 |      |
| 89호  |      | 신경준의고지도 (申景濬의古地圖)                                           | 전북 순창군 순창읍 가남리 534          | 고령신씨귀래공파종중 | 1979년 12월 27일 지정                                                 |      |
| 90호  |      | 망모당 (望慕堂)                                                           | 전북 익산시 왕궁면 광암리 356          | 송병호               | 1979년 12월 27일 지정                                                 |      |
| 91호  |      | 용오정사(사당,홍의재,경의당,상운루) (龍塢精舍(祠堂,弘毅齋,敬義堂,祥雲樓)) | 전북 고창군 무장면 덕림리 산33         | 정익환               | 1980년 3월 8일 지정                                                   |      |
| 92호  |      | 강천사오층석탑 (剛泉寺五層石塔)                                           | 전북 순창군 팔덕면 청계리 996          | 강천사               | 1979년 12월 27일 지정                                                 |      |
| 93호  |      | 여산동헌 (礪山東軒)                                                       | 전북 익산시 여산면 여산리 445-2        | 양로당대표           | 1980년 3월 8일 지정                                                   |      |
| 94호  |      | 화암사중창비 (花岩寺重創碑)                                               | 전북 완주군 경천면 가천리 산152-1      | 화암사               | 1981년 4월 1일 지정                                                   |      |
| 95호  |      | 남복리오층석탑 (南福里五層石塔)                                           | 전북 정읍시 고부면 남복리 산6-3        | 정읍시               | 1981년 4월 1일 지정                                                   |      |
| 96호  |      | 용흥리해정사지석탑 (龍興里海鼎寺址石塔)                                   | 전북 정읍시 고부면 용흥리 산14         | 정읍시               | 1981년 4월 1일 지정                                                   |      |
| 97호  |      | 용흥리석불입상 (龍興里石佛立像)                                           | 전북 정읍시 고부면 용흥리 산14         | 정읍시               | 1981년 4월 1일 지정                                                   |      |
| 98호  |      | 후지리탑동석불 (後池里塔洞石佛)                                           | 전북 정읍시 영원면 신영리 52           | 정읍시               | 1981년 4월 1일 지정                                                   |      |
| 99호  |      | 남복리미륵암석불 (南福里彌勒庵石佛)                                       | 전북 정읍시 고부면 남복리 산6-4        | 미륵암               | 1981년 4월 1일 지정                                                   |      |
| 100호 |      | 김기서강학당 (金麒瑞講學堂)                                               | 전북 고창군 고수면 상평리 산9          | 광산김씨기서공파종중 | 1981년 4월 1일 지정                                                   |      |

## 참고 자료
- 전북도보 - '목차' - '문화재' 검색